# Скаут (ракета-носитель)
«Скаут» (англ. Scout) — семейство ракет-носителей (РН) США лёгкого класса. РН обеспечивала запуски небольших спутников с 1960 по 1994 год. За это время было произведено более 118 запусков. В настоящее время эксплуатация ракеты прекращена. С 1957 по 1990 год проектом «Скаут» руководил Исследовательский центр имени Лэнгли. Лишь в январе 1991 управление программой было передано Центру космических полётов имени Годдарда.

## История
Программа родилась до того, как был запущен первый спутник Земли и до того, как начало работу НАСА. Проект лёгкого твердотопливного носителя появился в июле 1957 года. США была необходима относительно дешёвая, быстро изготавливаемая ракета для выполнения исследовательских задач, испытаний при возвращении из космического пространства в атмосферу и выведения лёгких спутников — до 68 кг. Программа получила наименование SCOUT («Скаут»), что переводилось как «разведчик» и имело расшифровку Solid Controlled Orbital Utility Test.
Разработка была поручена Аэронавтической лаборатории имени Лэнгли Национального консультативного комитета по аэронавтике, ставшей после преобразования НАКА в НАСА Исследовательским центром имени Лэнгли. Концепция ракеты была готова в 1958 году. В марте 1959 НАСА и ВВС опубликовали сообщение о совместной разработке лёгкого носителя, а компания «Ченс Во Эркрафт» (Chance Vought Aircraft) получила контракт на изготовление «Скаутов».

Схема РН «Скаут»

## Характеристики
«Скаут» собирался, стыковался с полезной нагрузкой и испытывался в горизонтальном положении. Двигатель первой ступени «Алголь» был позаимствован с ракеты «Полярис» ВМС США, второй «Кастор» — разработан на основе армейской ракеты «Сержант» класса «земля-земля», четвёртая ступень X-248 «Альтаир» ранее была третьей ступенью первой американской РН «Авангард». Третья ступень - сильно переработанный и увеличенный вариант четвёртой - была разработана специально для проекта «Скаут».
Существовало несколько последовательно создававшихся модификаций ракеты — X-1, X-2, X-3, X-4, A, B, D, G. Кроме того, ВВС США использовали модификации «Blue Scout» I, II, «Junior» преимущественно для суборбитальных запусков как зондирующие высотные ракеты (кроме неудачного орбитального проекта Меркурий-Скаут).
Ракета Blue Scout Junior радикально отличалась от остальных членов семейства — она была лишена системы управления, поэтому на орбиту выйти не могла, несмотря на достаточную скорость. Она представляла собой три верхних ступени «классического» «Скаута», на которые была поставлена миниатюрная ступень NOTS, заимствованная из раннего проекта по запуску спутников с самолёта. Самая большая, первая ступень «классического» «Скаута» в этой ракете не использовалась, в результате, её стартовый вес был лишь около 6 тонн. Если бы полезная нагрузка имела свою систему ориентации и двигатель, способный сообщить ей скорость хотя бы 50-100 м/с, то такая ПН могла бы выйти на орбиту при массе приблизительно до 20 кг.

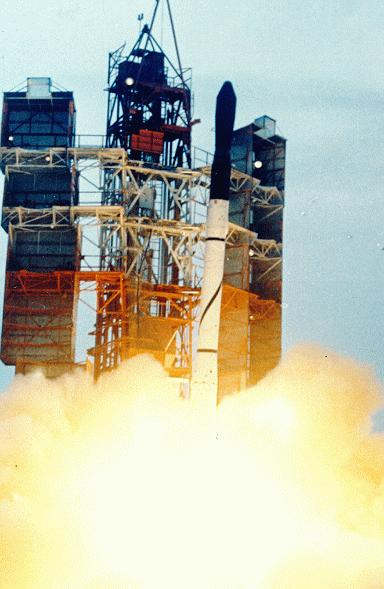
Первый пуск спутника на РН «Скаут X-1» — ИСЗ «Explorer-9», космодром Уоллопс, 16 февраля 1961 года

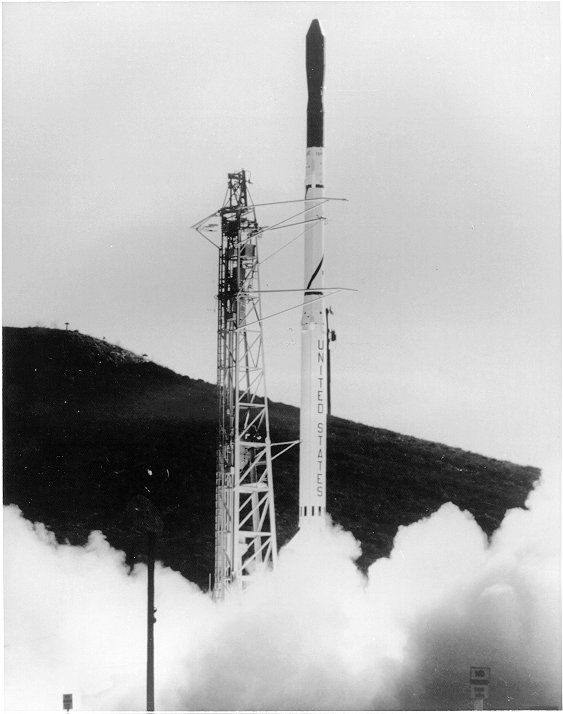
Пуск РН «Скаут X-4» с космодрома Ванденберг со спутником «Explorer-19», 19 декабря 1963 года

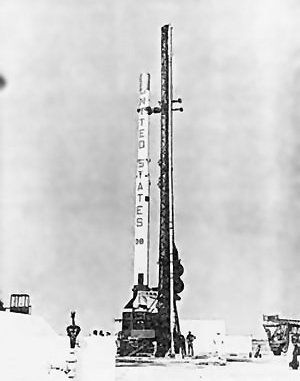
РН проекта ВВС США Mercury-Scout

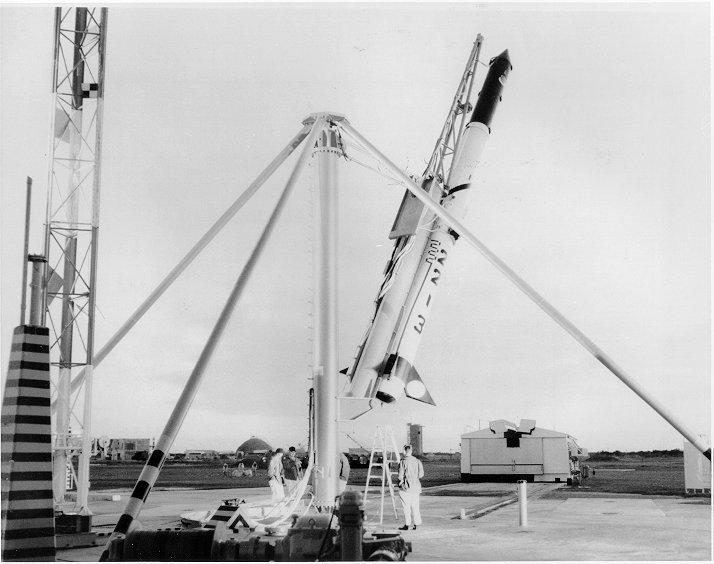
Зондирующая ракета Blue Scout Junior

## Хронология запусков
Запуски осуществлялись со стартовых комплексов, расположенных на Западном испытательном полигоне (авиабаза Ванденберг, штат Калифорния), полигоне острова Уоллопс (США) и итальянском морском космодроме Сан-Марко (у берегов Кении с 1967 года). При этом с итальянского космодрома запускался только этот тип ракет-носителей (1967—1984 гг).
Первое летное испытание «Скаута» на полигоне Уоллопс состоялось 18 апреля 1960 года. Ракета имела только первую и третью боевые ступени, вместо второй и четвёртой стояли макеты. Этот запуск кончился взрывом после отключения первой ступени. 1 июля «Скаут Х-1» выполнил первый испытательный полёт по баллистической траектории с полезной нагрузкой массой 88 кг, но и при нём четвёртая ступень не отделилась и не запустилась.
Первый успешный суборбитальный запуск ракеты состоялся 2 сентября 1960 г., а 16 февраля 1961 г. ракета впервые вывела на орбиту спутник.

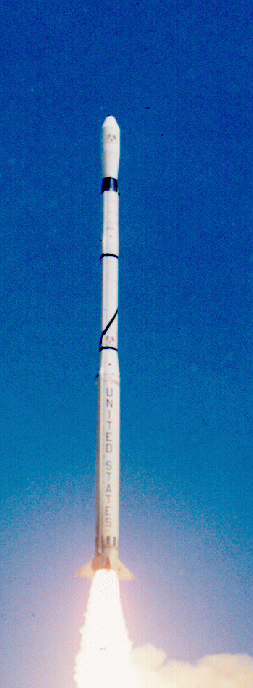
РH «Скаут X-3» с британским спутником Ariel-2 в 1964 г.

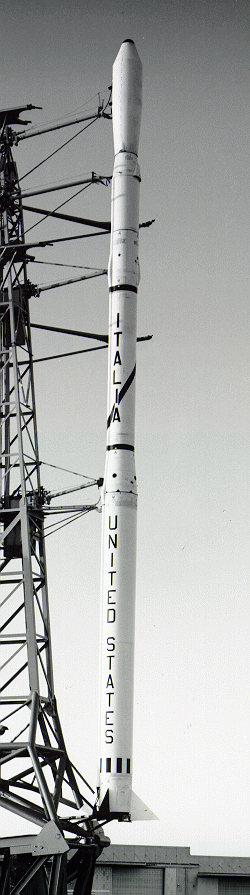
РH «Скаут X-4» с первым итальянским спутником Сан-Марко-1 на стартовой площадке итальянского морского космодрома Сан-Марко

| Дата                                                                           | Ракета-носитель | Космодром  | Полезная нагрузка | Статус               |
| ------------------------------------------------------------------------------ | --------------- | ---------- | --- | -------------------- |
| Полная версия: Таблица запусков Скаут                                          |                 |            | |                      |
| Запуски ракеты-носителя «Скаут» различной модификации в период с 1960—1964 год |                 |            | |                      |
| 2 сентября 1960                                                                | Scout X-1       | Уоллопс    | аппарат «NASA Radiation Probe» | Успешный             |
| 4 октября 1960                                                                 | Scout X-1       | Уоллопс    | аппарат «USAF Radiation Probe» | Неудача. Авария РН   |
| 4 декабря 1960                                                                 | Scout X-1       | Уоллопс    | спутник «Explorer» («S-56») (1960 1204F) | Неудача. Авария РН   |
| 7 января 1961                                                                  | Blue Scout-1    | Канаверал  | HETS A1-1 и капсула | Суборбитальный полет |
| 16 февраля 1961                                                                | Scout X-1       | Уоллопс    | спутник для измерения плотности верхних слоёв атмосферы «Explorer-9» («S-56A») (00081 / 1961 Дельта 1) | Успешный             |
| 3 марта 1961                                                                   | Blue Scout-2    | Канаверал  | HETS A2-1 | Суборбитальный полет |
| 12 апреля 1961                                                                 | Blue Scout-2    | Канаверал  | HETS A2-2 | Суборбитальный полет |
| 9 мая 1961                                                                     | Blue Scout-1    | Канаверал  | HETS A1-2 | Неудача, авария РН   |
| 30 июня 1961                                                                   | Scout X-1       | Уоллопс    | спутник «Explorer» («S-55») (1961 0630F) | Неудача. Авария РН   |
| 25 августа 1961                                                                | Scout X-1       | Уоллопс    | спутник для исследования метеорных частиц «Explorer-13» («S-55A») (00180 / 1961 Кси) | Успешный             |
| 19 октября 1961                                                                | Scout X-1       | Уоллопс    | «P-21» (1961 1019S) | Неудача. Авария РН   |
| 1 ноября 1961                                                                  | Blue Scout-2    | Канаверал  | Спутник Меркурий-Скаут-1 | Неудача, авария РН   |
| 1 марта 1962                                                                   | Scout X-1A      | Уоллопс    | «Reentry-1» (1962 0301S) | Успешный             |
| 29 марта 1962                                                                  | Scout X-2       | Уоллопс    | «P-21A» (1962 0329S) | Успешный             |
| 12 апреля 1962                                                                 | Blue Scout-1    | Канаверал  | Капсула | Неудача, авария РН   |
| 26 апреля 1962                                                                 | Scout X-2       | Уоллопс    | спутник для исследования солнечного излучения «Solrad-4B» («Grab-4B») | Неудача. Авария РН   |
| 24 мая 1962                                                                    | Scout X-2M      | Ванденберг | спутник «FTV 350» («P35-1») (1962 0524F) | Неудача. Авария РН   |
| 23 августа 1962                                                                | Scout X-2M      | Ванденберг | спутник «FTV 3502» («P-35-2») (00369 — 1962 Альфа Омикрон 1) | Успешный             |
| 31 августа 1962                                                                | Scout X-3A      | Уоллопс    | «Reentry-2» (1962 0831FS) | Неудача. Авария РН   |
| 16 декабря 1962                                                                | Scout X-3       | Уоллопс    | спутник «Explorer-16» («S-55B») (00506 — 1962 Бета Кси) | Успешный             |
| 19 декабря 1962                                                                | Scout X-3       | Уоллопс    | спутник «Transit-5A-1» (00509 — 1962 Бета Пси 1) | Успешный             |
| 19 февраля 1963                                                                | Scout X-3M      | Ванденберг | разведывательный спутник «FTV-240» («OPS 0240» (00533 — 1963 005А). КА типа «P35-3» | Успешный             |
| 5 апреля 1963                                                                  | Scout X-3       | Ванденберг | спутник «Transit-5A-2» | Неудача. Авария РН   |
| 26 апреля 1963                                                                 | Scout X-2M      | Ванденберг | спутник «OPS 1298». КА типа «P35-4» | Неудача. Авария РН   |
| 22 мая 1963                                                                    | Scout X-3       | Уоллопс    | технологическая полезная нагрузка «RFD-1» | Успешный             |
| 16 июня 1963                                                                   | Scout X-3       | Ванденберг | спутник «Transit 5A-3» (00594 — 1963 022А) | Успешный             |
| 28 июня 1963                                                                   | Scout X-4       | Ванденберг | спутник «GRS» («AFCRL-A» (00612 — 1963 026А)) | Успешный             |
| 27 июля 1963                                                                   | Scout X-3M      | Уоллопс    | экспериментальная полезная нагрузка «Reentry-3» | Неудача. Авария РН   |
| 27 августа 1963                                                                | Scout X-2B      | Ванденберг | спутник «OPS 1610». КА типа «P35-4» | Неудача. Авария РН   |
| 19 декабря 1963                                                                | Scout X-4       | Ванденберг | спутник «Explorer-19» (00714 — 1963 053А). КА типа «AD-A» | Успешный             |
| 27 марта 1964                                                                  | Scout X-3       | Уоллопс    | британский спутник для исследования ионосферы, плазмы, электромагнитных волн, заряженных частиц «Ariel-2» (00771 — 1964 015A). КА типа «UK-C»                                                                  | Успешный             |
| 4 июня 1964                                                                    | Scout X-4       | Ванденберг | телекоммуникационный спутник «Transit 5C» (00801 — 1964 026А) | Успешный             |
| 25 июня 1964                                                                   | Scout X-4       | Ванденберг | спутник «ESRS» — «AFCRL-B» | Неудача. Авария РН   |
| 20 июля 1964                                                                   | Scout X-4       | Уоллопс    | технологическая полезная нагрузка «SERT-1». 30-минутный полёт с целью испытания ионных электрореактивных двигателей                                                                                            | Успешный             |
| 18 августа 1964                                                                | Scout X-4       | Уоллопс    | технологическая полезная нагрузка «Reentry-4A» | Успешный             |
| 25 августа 1964                                                                | Scout X-4       | Ванденберг | спутник для исследования ионосферы «Explorer-20» («S-48», «IE-A») (00870 — 1964 051А) | Успешный             |
| 9 октября 1964                                                                 | Scout X-3C      | Уоллопс    | технологическая полезная нагрузка «RFD-2» | Успешный             |
| 10 октября 1964                                                                | Scout X-4       | Ванденберг | спутник для исследования ионосферы и геодезических измерений «Explorer-22» — «S-66», «BE-B» (00899 — 1964 064А)                                                                                                | Успешный             |
| 6 ноября 1964                                                                  | Scout X-4       | Уоллопс    | спутник для исследования метеорных частиц «Explorer-23» — «S-55C» (00924 — 1964 074А) | Успешный             |
| 21 ноября 1964                                                                 | Scout X-4       | Ванденберг | исследовательские спутники: «Explorer-24» — «AD-B» (00931 — 1964 076А) — для измерения плотности верхних слоёв атмосферы; «Explorer-25» («Injun-4» (00932 — 1964 076В)) — для исследования радиационного пояса | Успешный             |
| 15 декабря 1964                                                                | Scout X-4       | Уоллопс    | первый итальянский спутник «Сан-Марко-1» (00957 — 1964 084А) | Успешный             |

## Интересные факты
- 16 февраля 1961 года при пуске ST-4 запущенный с острова Уоллопс «Скаут X-1» вывел на орбиту 44-килограммовый ИСЗ «Эксплорер-9», он же S-56, он же ADE — первый спутник Земли, запущенный твердотопливной ракетой;
- Ракета вывела первый итальянский спутник Сан-Марко-1 (с обычного космодрома), первый в мире спутник запущенный с морской платформы (итальянского морского космодрома) и ещё 3 итальянских спутника по той же программе.
- Ракета вывела первый в мире спутник для радиастрономии (Ariel-2), первый изготовленный в Великобритании спутник (Ariel-3), а также ещё 3 британских спутника по той же программе.
- Уровень надёжности ракеты удалось со временем довести до 98,3 %. Последняя авария РН имела место 5 декабря 1975, при пуске с Западного испытательного полигона;
- Запущенный 9 мая 1994 году «Скаут» был последним одноразовым носителем, принадлежавшим НАСА. Отныне агентство заказывает все услуги по запускам у частных подрядчиков.